# Música junina

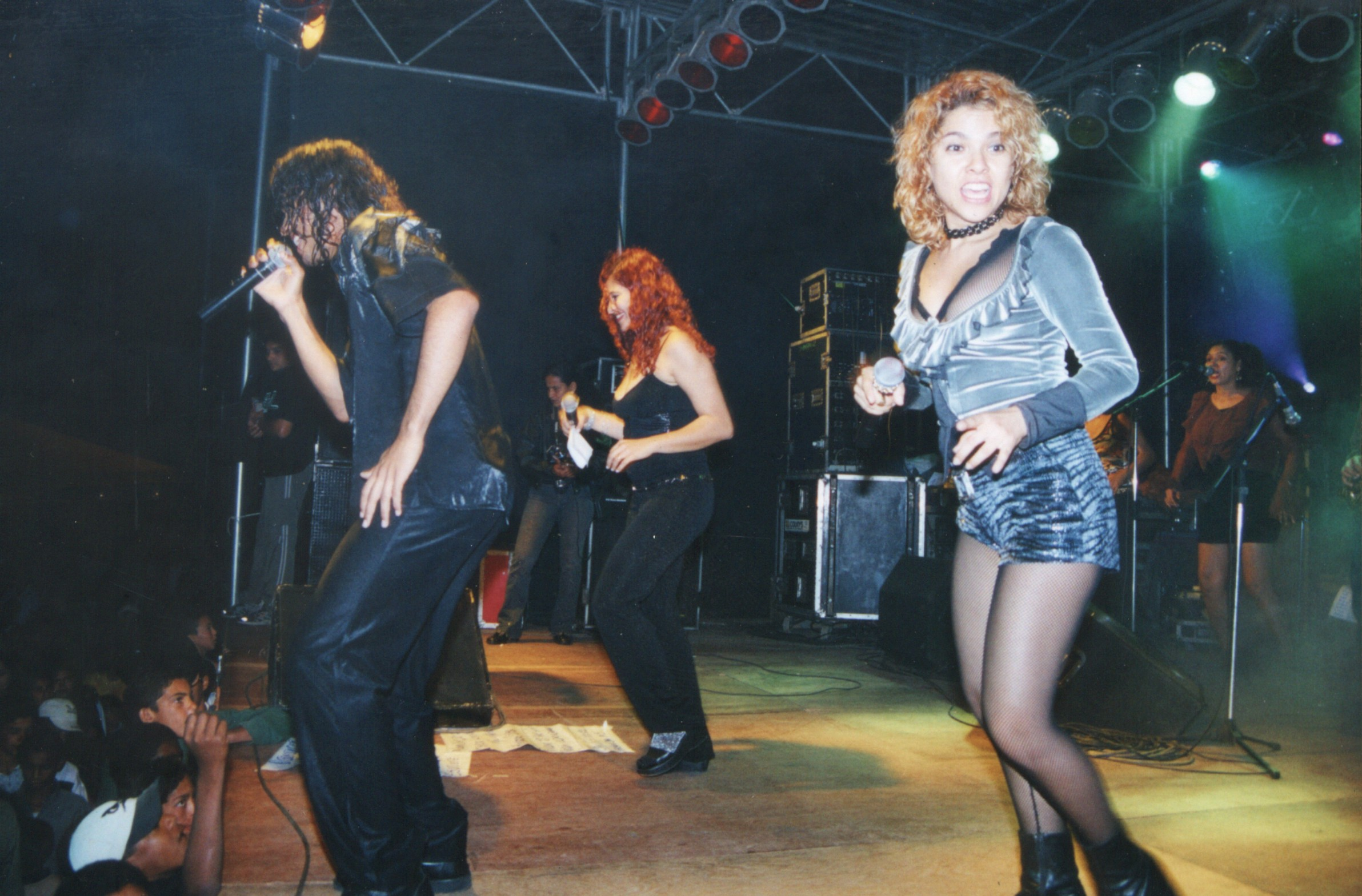
Grupos novos como Mastruz com Leite mantêm vivo o gênero da música junina.

Música junina, canção junina e ainda de São João ou joanina é o gênero musical brasileiro de canções dedicadas aos festejos que ocorrem no mês de junho em homenagem a Santo Antônio, São João e São Pedro. Como gênero teve início na década de 1930 e até a de 1950 houve vários compositores a lançar canções exclusivamente para as festas juninas, quando encontrou uma diminuição na popularidade.
Com a diversificação de gêneros e estilos da música do Brasil, aquelas que podem ser reunidas num mesmo grupo como o da música junina (tais como o xote, o xaxado, o baião e o forró) ainda assim se dividem em várias tendências, como no caso do forró que apresenta ramificações como o forró universitário, que logo saem de moda.
Em relatórios baseados nas informações de anos anteriores o órgão responsável pela arrecadação dos direitos autorais no Brasil revela que o compositor preferido das músicas juninas é Luiz Gonzaga; apesar de morto em 1989 suas canções como "Pagode Russo", "Asa Branca" e outras, lideravam a execução nos festejos juninos; isto se deu sobretudo com a renovação do estilo na década de 1990 quando houve a modernização do gênero por regravações atualizadas, como por exemplo a realizada pelo grupo cearense Mastruz com Leite que regravou "Pagode Russo".
Assim como o Carnaval, as comemorações juninas fazem parte do calendário festivo brasileiro (numa herança portuguesa, onde as "festas" se traduziam no Natal, Páscoa e São João), e geram todos os anos festas ao longo do país como "arraiais", "quadrilhas", "forrós", além de concursos de composições dedicadas ao momento.

## Origens
No século XVI surgiram as escolas jesuítas para índios e dali se originou a música junina se espalhando pelo Brasil, em 1603 a obra História do Brasil de Frei Vicente do Salvador, relatou que os índios eram muito amigos das novidades, como do dia de São João Batista por causa das fogueiras e capelas.
Foi a primeira festa brasileira a contar com um repertório musical próprio; já em 1837 o padre Lopes Gama (mais conhecido como "Padre Carapuceiro') publicara no seu jornal "O Carapuceiro" a existência de várias cantigas juninas entoadas por ocasião das festas de meio de ano.

## Primeiras gravações

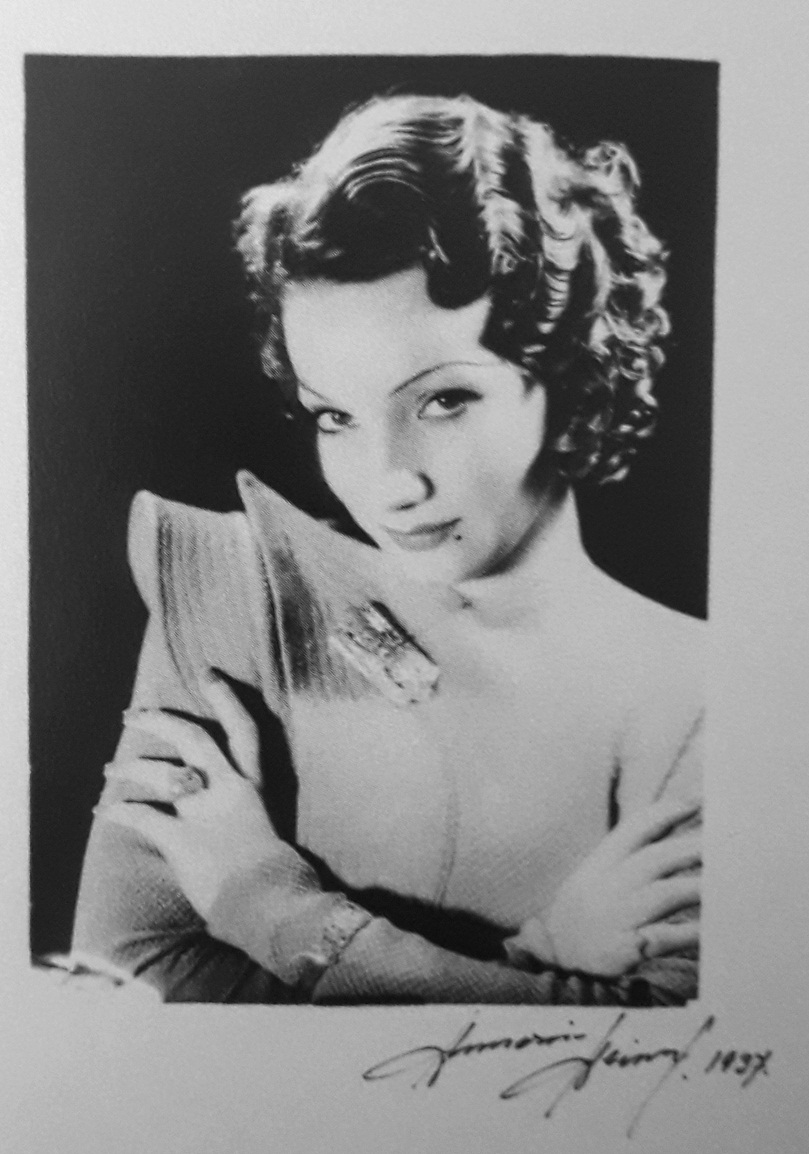
"Chegou a Hora da Fogueira" (1933).
Ficheiro:Carmen Miranda e Mário Reis - Chegou a hora da fogueira.ogg
Um dos maiores sucessos do gênero, de Lamartine Babo com Carmen Miranda (foto).

A primeira canção inteiramente dedicada aos festejos juninos é a marcha "Cai, Cai, Balão" de 22 de maio de 1933, de autoria do compositor baiano Assis Valente e gravada originalmente em dueto por Francisco Alves em parceria com a então desconhecida Aurora Miranda, e foi lançada pela gravadora Odeon sob o número 11.018.
Para J. Severiano e Z. H. D. Mello a música popular brasileira do pós-guerra atravessava um processo transitório e modernizador, de adaptação cultural onde vários gêneros foram criados (como o samba): "Ao contrário do samba, um produto mestiço, resultante da fusão da melodia e harmonia europeias com a rítmica afro-brasileira, a marchinha é uma descendente da polca-marcha, que incorpora algumas características das marchas portuguesas e de certos ritmos americanos, em moda na ocasião." Assis Valente foi provavelmente o primeiro compositor do país a compor no estilo junino, seguido no mesmo ano de 1933 por "Chegou a Hora da Fogueira", de Lamartine Babo). Também neste ano o flautista Benedito Lacerda venceu um concurso do jornal "A Noite" com a canção junina "Briguei com São João". Carmen Miranda foi a cantora que mais gravou nesse estilo, e seu dueto com Mário Reis em "Chegou a Hora da Fogueira" de Lamartine Babo, lançado pela Victor também em 1933, foi o maior sucesso do gênero.
Ajudaram este sucesso inicial na década de 1930 o grande aumento no mercado fonográfico e também o advento das propagandas radiofônicas, cada vez mais populares; o gênero ainda contribuiu para a divulgação no restante do país da produção artística e cultural do Rio e de São Paulo que se desenvolveram com a crescente urbanização destes centros, e foi incrementada nas revistas, discos e rádios - aproveitando-se da "onda" caipira que ganhava popularidade.

## Decadência inicial
Já em 1949 o colunista musical de A Scena Muda, F. Corrêa da Silva, registrava que "a nossa música popular possui uma boa porção de músicas juninas que, no passado, mereceram a franca aceitação popular e que, por isso mesmo, não deveriam ser alvo de desprezo de nossas fábricas de discos", enumerando a seguir: "Entre essas podemos destacar "Matrimônio, matrimônio", de Lamartine Babo, "Antônio, Pedro e João", de Benedito Lacerda e "Cai, cai, balão", de Assis Valente", e defende que as principais gravadoras dediquem maior espaço a tal gênero.
Na década de 1950 a música junina, com as mudanças do mercado musical, passou a ser algo secundário

## Sucessos antigos e modernos
Levantamento dos relatórios do Ecad até 2009 dão conta de que novos e antigos sucessos juninos convivem a cada ano nos festejos pelo país; se Luiz Gonzaga é o cantor/compositor com mais gravações executadas, os campeões de arrecadação também apresentavam cantores/compositores ainda em atividade; entre estes destacavam-se nomes como Targino Gondim, graças a regravações de sua canção "Esperando na Janela" feitas por Gilberto Gil e pelo Padre Antônio Maria.
Dentre os nomes do passado que continuam a se fazer presentes nas festas juninas estão Lamartine Babo com temas como "Chegou a Hora da Fogueira" e "Isto é Lá Com Santo Antônio" (aka "Matrimônio, Matrimônio"), Haroldo Lobo com "O Sanfoneiro Só Tocava Isso", os parceiros Braguinha e Alberto Ribeiro com "Capelinha de Melão" ou Benedito Lacerda com "Antônio, Pedro e João".
Mesmo nomes associados a outros estilos musicais apresentam sucessos juninos, com é o caso dos "caipiras" Mário Zan (sanfoneiro paulista, com "Festa na Roça") e Tonico (da dupla Tonico & Tinoco, com "Moreninha Linda"); o próprio Gilberto Gil, a partir do sucesso de "Esperando na Janela" que em 2000 fora incluído na trilha sonora do filme Eu, Tu, Eles, passou a dedicar maior espaço ao gênero em seu repertório.
Alguns sucessos juninos extrapolam o momento e o meio em que foram lançados; um claro exemplo é o cantor Dorgival Dantas e sua canção "Você Não Vale Nada", ou do forró Homem com H, de Antônio Barros, que foi grande sucesso nacional na década de 1980 na voz de Ney Matogrosso.

## Música junina no contexto atual
Várias cidades realizam concursos de música junina, a exemplo da paulista São Luiz do Paraitinga com o "Festival de Música Junina", ou da baiana Cachoeira.